# Centro de Sociología Europea
El Centro de Sociología Europea (en francés Centre de sociologie européenne, CSE) fue fundado en 1960 por Raymond Aron, con Pierre Bourdieu como asistente y secretario. Fue reemplazado en 2010 por el Centro Europeo de Sociología y Ciencias Políticas.

## Historia
El Centro de Sociología Europea fue creado en 1960 por Raymond Aron dentro de la Sección VI de la EPHE, gracias a una subvención de la Fundación Ford. Pierre Bourdieu fue su secretario general hasta 1969 y su ruptura con Aron.
Mientras Aron fundó el Centro Europeo de Sociología Histórica (CESH), Bourdieu fundó el Centro de Sociología de la Educación y la Cultura (CSEC) en 1969. Tras la desaparición del CESH en 1984, tras la muerte de Raymond Aron, el CSEC tomó el nombre de CSE. Bajo su dirección, el centro pretende profundizar las investigaciones sobre la reproducción social, los procesos de diferenciación, las luchas de los grupos sociales contra las diferentes formas de degradación y el funcionamiento específico de los diferentes espacios sociales.
El Centro ha realizado investigaciones sobre los modos de socialización, las identidades sociales y el ámbito escolar, y se enmarca en una perspectiva claramente internacional. Emplea de manera sistemática el método comparativo y fomenta el desarrollo creciente de intercambios internacionales.
El centro se fusionó en 2010 con el Centro de Investigaciones Políticas de la Sorbona (CRPS), para crear el Centro Europeo de Sociología y Ciencias Políticas de la Sorbona (CESSP)  .